# Cazerajitas
Cazerajitas ou Banu Cazeraje (em árabe: بنو الخزرج, lit. 'Banu Khazraj') foi uma das tribos da Arábia durante a era de Maomé.

## História
Fontes xiitas dizem que a tribo era judia, enquanto uma fonte judia diz que as tribo Banu Aus e Banu Cazeraje eram tribos árabes do Iêmem que vieram para Medina no século IV. A fonte judia diz ainda que as duas tribos tomaram o controle de Medina dos judeus no século V da seguinte forma: "solicitaram ajuda do lado externo e massacraram traiçoeiramente, em um banquete, os principais judeus".
Entretanto, todas as fontes concordam que Banu Aus e Banu Cazeraje tornaram-se hostis uma com a outra. Uma fonte xiita afirma que as tribos estiveram em luta por 120 anos e eram inimigos mortais.
A fonte judia afirma que estas tribos estavam em guerra na Batalha de Buate alguns anos antes do profeta islâmico Maomé migrar para Medina. Nesta época, existiam outras tribos judaicas em Medina: Banu Nadir, Banu Curaiza e Banu Cainuca. Durante a Batalha de Buate, Banu Nadir e Banu Curaiza lutaram do lado de Banu Aus, enquanto que Banu Cainuca era aliada de Banu Cazeraje. Estas últimas foram derrotadas após uma batalha longa e desesperadora.
Em 622, Maomé e os muhajirun deixaram Meca e chegaram a Iatrebe, um evento que transformaria o panorama político e religioso completamente; a longa inimizade entre as tribos Aus e Cazeraje foi reduzida uma vez que muitos habitantes destas duas tribos adotaram o Islamismo.

## Pessoas
- Abedalá ibne Ubai[5]
- Sade ibne Ubadá,[6]
- Haçane ibne Tabite
- Ubai ibne Cabe
- Albara ibne Maleque
- Hababa ibne Mundir
- Anas ibne Maleque[7]
- Albara ibne Maleque[7]
- Abedalá ibne Rauá[6]
- Assade ibne Zurara ibne Ades[6]
- Sade ibne Arrabi ibne Anre[6]
- Rafi ibne Maleque ibne Alajelã[6]
- Bara ibne Marur ibne Saquer[6]
- Abedalá ibne Anre ibne Harã[6]
- Ubadá ibne Assamite ibne Cais[6]
- Almondir ibne Anre ibne Cunais[6]